# Бут, Элмер
Элмер Бут (англ. Elmer Booth; 9 декабря 1882 — 16 июня 1915) — американский актёр театра и кино. Преимущественно работал с режиссёром Дэвидом Уорком Гриффитом. Брат монтажёра и продюсера Маргарет Бут.

## Биография и карьера в кино
Элмер Бут родился в Лос-Анджелесе, штат Калифорния. В подростковом возрасте начал сотрудничать с независимыми кинокомпаниями и играть в театре.
Дебютировал в кино у Д. У. Гриффита (D.W. Griffith). С 1910 по 1915 Элмер сыграл главные и второстепенные роли в 23 фильмах Гриффита, став постоянным участником труппы. За пятилетнюю карьеру успел сняться в 40 фильмах. Работал с режиссёрами Эдвардом Диллоном, Маком Сеннетом и Кристи Кабэнном, которые также являлись постоянными актёрами Гриффита. Написал сценарии к пяти фильмам в 1911 и 1912 годах.
После работы с Гриффитом сотрудничал с компанией, выпускающей комедийные фильмы (Komic Pictures Company), исполнил несколько главных ролей вместе с комической актрисой Фэй Тинчер, также вышедшей из гриффитовской труппы. Одним из режиссёров, снимавших для компании фильмы с Бутом, был Э.Диллан.
Бут был одним из самых популярных актёров компании Webster-Ross в Сан-Хосе. Покинув Сан-Хосе, в течение длительного времени работал в театре Алькасар в Сан-Франциско.
Затем отправился в Нью-Йорк, где был связан со многими важными производствами.
За несколько месяцев до гибели он получил приглашение одной из кинокомпаний в Лос-Анджелесе.
Погиб в автокатастрофе в возрасте 32 лет.

### Период работы с Д. У. Гриффитом
Элмер Бут дебютировал в фильме Гриффита 1910 года The Oath and the Man, где исполнил одну из главных ролей («Аристократ»). В фильме «Что нам делать с нашими стариками?» (What Shall We Do with Our Old) 1911 года появился в роли заключённого, желающего напасть на несчастного старика в исполнении У. Кристи Миллера.
Бут освоился в образе плохого парня, источающего угрозу и обаяние, и через год он снова появляется в амплуа бандита. В новом фильме его герой, вышедший из тюрьмы, маневрирует по «узкой дороге исправления» вместе со своей очаровательной женой в исполнении Мэри Пикфорд (Mary Pickford). Фильм 1912 года «Узкая дорога».
После «Невидимого врага» он снова окажется на площадке с Пикфорд. В фильм «Так близко и так далеко» он перепрыгнул, кажется, сразу из тюрьмы «Узкой дороги», миновав этап воспитания. Безымянный герой Бута вламывается в гостиную, пугая героиню Пикфорд, и даёт возможность стеснительному парню в исполнении Уолтера Миллера спасти бедняжку.

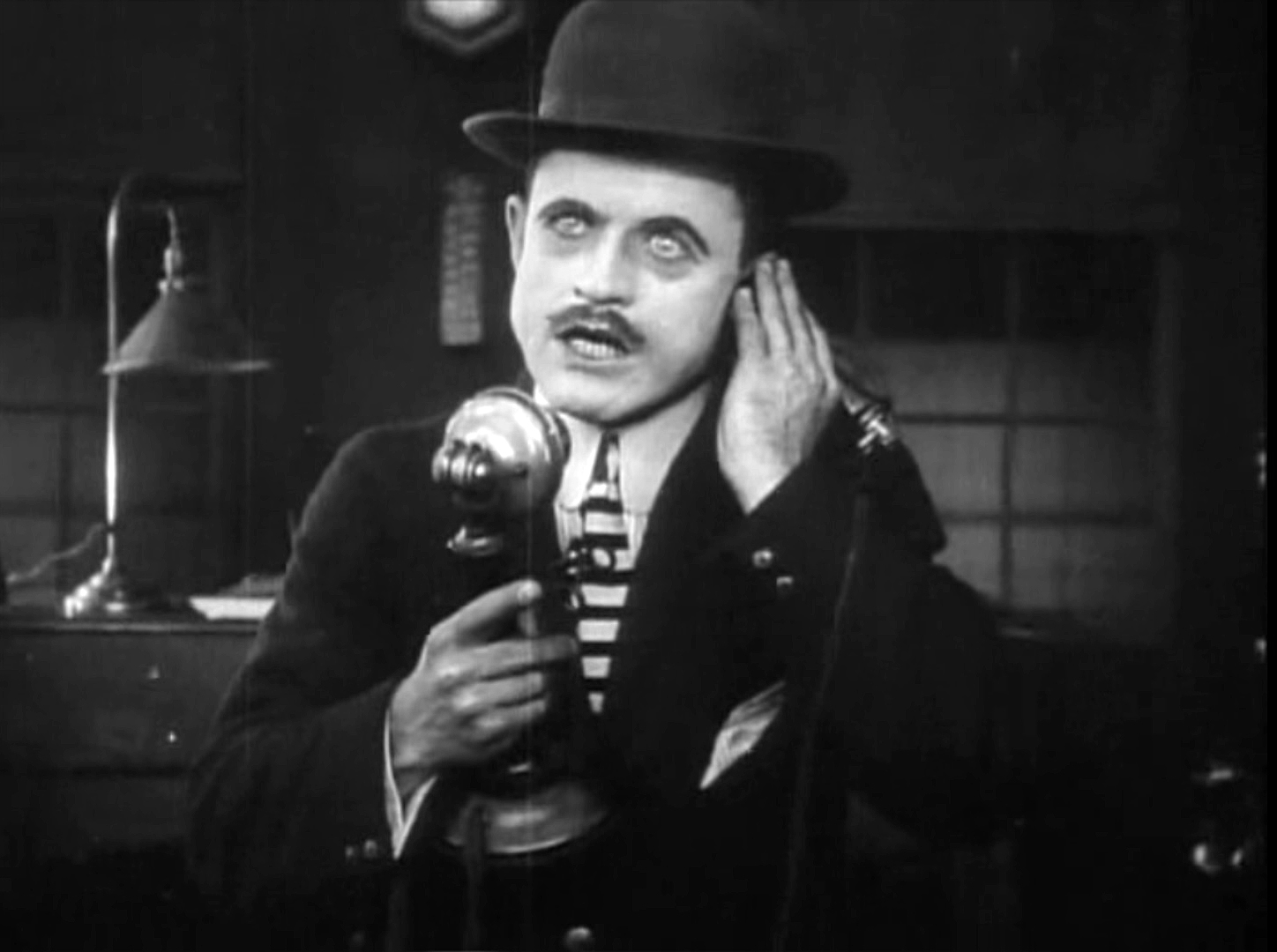
Элмер Бут в фильме «Невидимый враг» 1912

В фильме «Невидимый враг» (1912) Бут неожиданно оказался в роли защитника: старшего брата с наклеенными усами, в котелке, мило общающегося с двумя сестрами-дебютантками (Лилиан и Дороти) в декорациях семейного уюта. В момент же рокового телефонного звонка Бут захватывает и сотрясает крупный план аффектом, вызванным выстрелами на том конце провода.
В 1912 году вышел фильм «Мушкетёры аллеи Пиг». На съёмочной площадке дуэту Лилиан Гиш и Уолтера Миллера противостоял дуэт Бута и Гарри Кэри.
Бут воплотил экранный образ главаря уличной банды, который в современной литературе о кино упоминается в связи с прототипами всех экранных гангстеров и их разновидностей. В историю немого кино вошёл сверх-крупный план сосредоточенного лица Малыша, взглядом выявляющего пространство за камерой. Малыш выскальзывает из-за угла. Делает паузу. И медленно, очень медленно надвигается прямо на невозмутимую камеру Битцера. Snapper Kid в исполнении Бута выделяется среди прочих экранных бандитов вибрацией на грани срыва, которая уже проявлялась в «Узкой дороге». Малыш защищает героиню Гиш и провоцирует целую гангстерскую войну в лабиринтах нижнего Ист-Сайда. В развязке влюблённые в исполнении Гиш и Миллера помогают Малышу избежать наказания. Предприимчивый Snapper Kid закуривает, наслаждаясь победой, и в довершение этого гангстерского апофеоза из-за рамки кадра к нему протягивается рука напарника с деньгами. Партнёром Бута был будущий известный экранный ковбой, актёр Гарри Кэри.

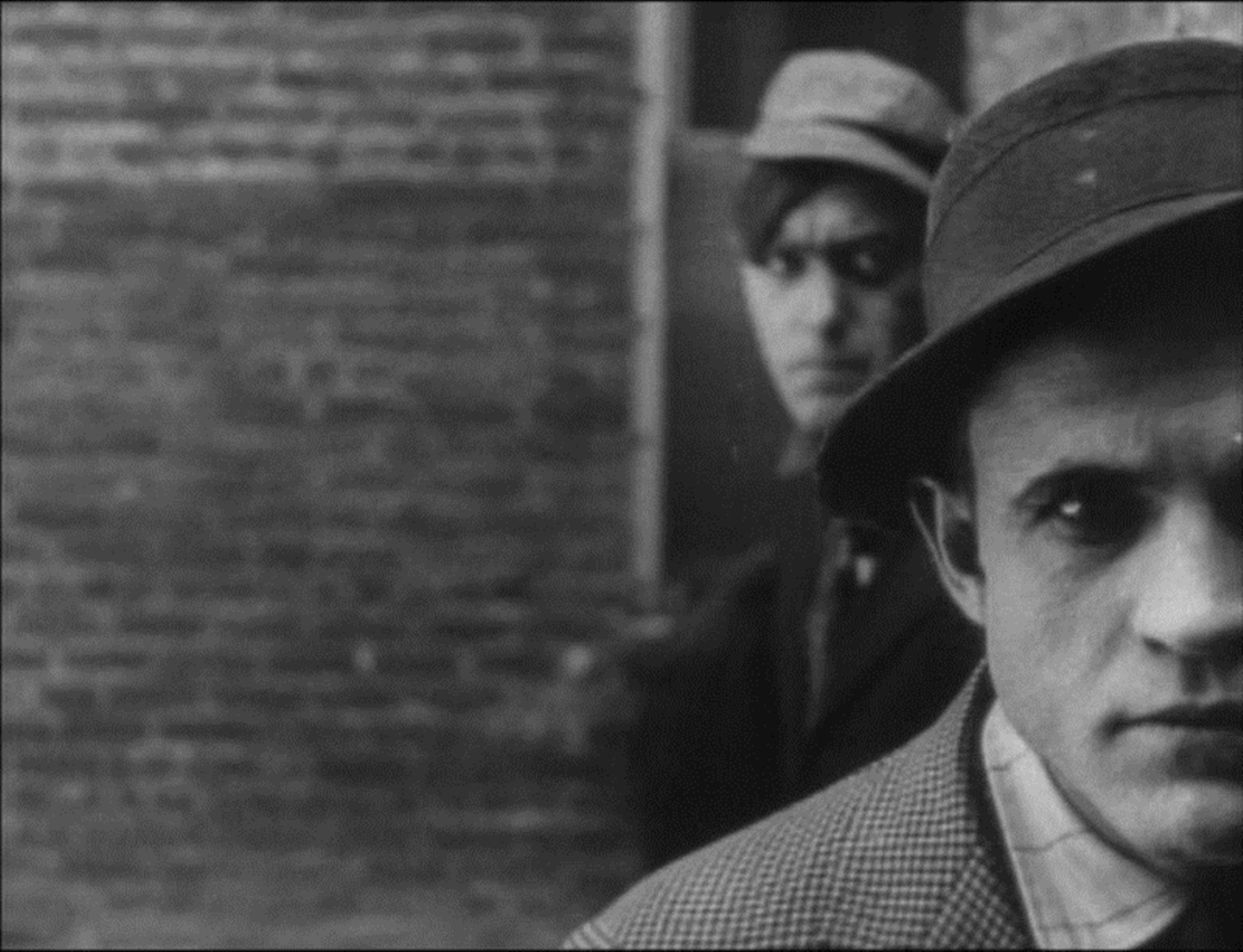
Элмер Бут и Гарри Кэри в «Мушкетёрах Свиной аллеи», 1912

Бут появился в последний раз у Гриффита в 1913 году в фильме «Битва при Элдербушском ущелье», где исполнил одну из эпизодических ролей.

### Трагедия
Вечером 16 июня 1915 года в новостные агентства Лос-Анджелеса пришла телеграмма с сообщением о трагической гибели актёра Элмера Бута.
Утром 17, когда были получены дополнительные детали, известие об автокатастрофе, которая стала причиной гибели 32-летнего актёра, оказалось в газетах.
За рулём машины был будущий известный режиссёр фильмов ужасов Тод Браунинг. Браунинг был в состоянии алкогольного опьянения и, не справившись с управлением, стал виновником столкновения. Браунинг получил травмы, у него был перелом правой ноги и многочисленные разрывы на лице и руках. Пострадал также второй пассажир, Джордж Сигман. Сигман, как и Бут, известен как гриффитовский актёр, особенно по роли Сайласа Линча (Silas Lynch) в «Рождении нации», который вышел вскоре после катастрофы. Браунинг и Сигман поправились и продолжили работать в кино. Травмы, полученные Бутом, оказались летальными.
Бут должен был получить важную роль в главном фильме Гриффита «Нетерпимость», вышедшем через год после трагедии. Гриффит выступил с прощальной речью на похоронах актёра.
Бут похоронен на кладбище Инглвуд в Лос-Анджелесе.

## Фильмография
| Год  |   | Русское название                      | Оригинальное название          | Роль                                |
| ---- | - | ------------------------------------- | ------------------------------ | ----------------------------------- |
| 1910 | ф | Клятва и человек                      | The Oath and the Man           | Аристократ                          |
| 1910 | ф | Простая песня                         | A Plain Song                   | Storemate                           |
| 1911 | ф | Перемена участи                       | Fate's Turning                 | A Servant                           |
| 1911 | ф | Что нам делать с нашими стариками?    | What Shall We Do with Our Old? | Нападающий заключённый              |
| 1912 | ф | Зверь в заливе                        | A Beast at Bay                 | ...                                 |
| 1912 | ф | Узкая дорога                          | The Narrow Road                | Джим Холькомб                       |
| 1912 | ф | Прерванный побег                      | An Interrupted Elopement       | Один из друзей Боба                 |
| 1912 | ф | В северных лесах                      | In the North Woods             | Искатель приключений                |
| 1912 | ф | Невидимый враг                        | An Unseen Enemy                | Брат                                |
| 1912 | ф | Две дочери Евы                        | Two Daughters of Eve           | Backstaget                          |
| 1912 | ф | Так близко и так далеко               | So Near, Yet So Far            | Вор                                 |
| 1912 | ф | Междоусобица в горах Кентукки         | A Feud in the Kentucky Hills   | Второй человек клана                |
| 1912 | ф | Проходя через дебри                   | In the Aisles of the Wild      | Человек из леса                     |
| 1912 | ф | Любительница румян (Накрашенная леди) | The Painted Lady               | Человек на фестивале мороженого     |
| 1912 | ф | Мушкетёры Свиной аллеи                | The Musketeers of Pig Alley    | Snapper Kid, Musketeers Gang Leader |
| 1912 | ф | Золото и блеск                        | Gold and Glitter               | Муж                                 |
| 1912 | ф | Моя малышка                           | My Baby                        | At Tabl                             |
| 1912 | ф | Информатор                            | The Informer                   | Union Soldier                       |
| 1912 | ф | Жестокость                            | Brutality                      | In Play                             |
| 1913 | ф | Соблазн выпивки                       | Drink's Lure                   | Охранник                            |
| 1913 | ф | Незваный гость                        | The Unwelcome Guest            | The Hired Hand                      |
| 1913 | ф | Приёмный брат                         | The Adopted Brother            | Сын                                 |
| 1913 | ф | Несправедливое подозрение             | An Unjust Suspicion            | Детектив                            |
| 1913 | ф | Битва при Элдербушском ущелье         | The Battle at Elderbush Gulch  | ...                                 |
| 1914 | ф | Миссис Блэк вернулась                 | Mrs. Black Is Back             | Джек Данджерфилд                    |
| 1915 | ф | Смешанные ценности                    | Mixed Values                   | Roy Van Dyke                        |
| 1915 | ф | Смертельный будильник Этель           | Ethel's Deadly Alarm Clock     | Sylves                              |
| 1915 | ф | Любыми средствами                     | By Fair Means or Foul          |                                     |
| 1915 | ф | Новое платье Этель                    | Ethel's New Dress              | ...                                 |
| 1915 | ф | Снова домой                           | Home Again                     | Mr. Dummer                          |
| 1915 | ф | Притворство Этель                     | Ethel's Disguise               | Антонио - Итальянец                 |
| 1915 | ф | Бензиновый Гас                        | Gasoline Gus                   | Gasoline Gus                        |
| 1915 | ф | Храбрый и отважный                    | Brave and Bold                 | ...                                 |
| 1914 | ф | Раскручивая это                       | Unwinding It                   | Родерик                             |
| 1915 | ф | Когда дует бриз                       | Where Breezes Blow             | ...                                 |
| 1915 | ф | Чудесная любовь                       | Beautiful Love                 | Арчибальд                           |
| 1915 | ф | Бумажник мистера Уоллека              | Mr. Wallack's Wallet           | ...                                 |
| 1915 | ф | Биппо, парикмахер                     | Beppo, the Barber              | Биппо, парикмахер                   |
| 1915 | ф | Погоня в лунном свете                 | A Chase by Moonlight           | Maloney                             |